# سیارک ۵۸۱۸۵
سیارک ۵۸۱۸۵ (به انگلیسی: 58185 Rokkosan، نامگذاری:1991RH1) پنجاه و هشت هزار و صد و هشتاد و پنجمین سیارک کشف شده‌است که در ۷ سپتامبر ۱۹۹۱ کشف شد.